# Delaminación (geología)

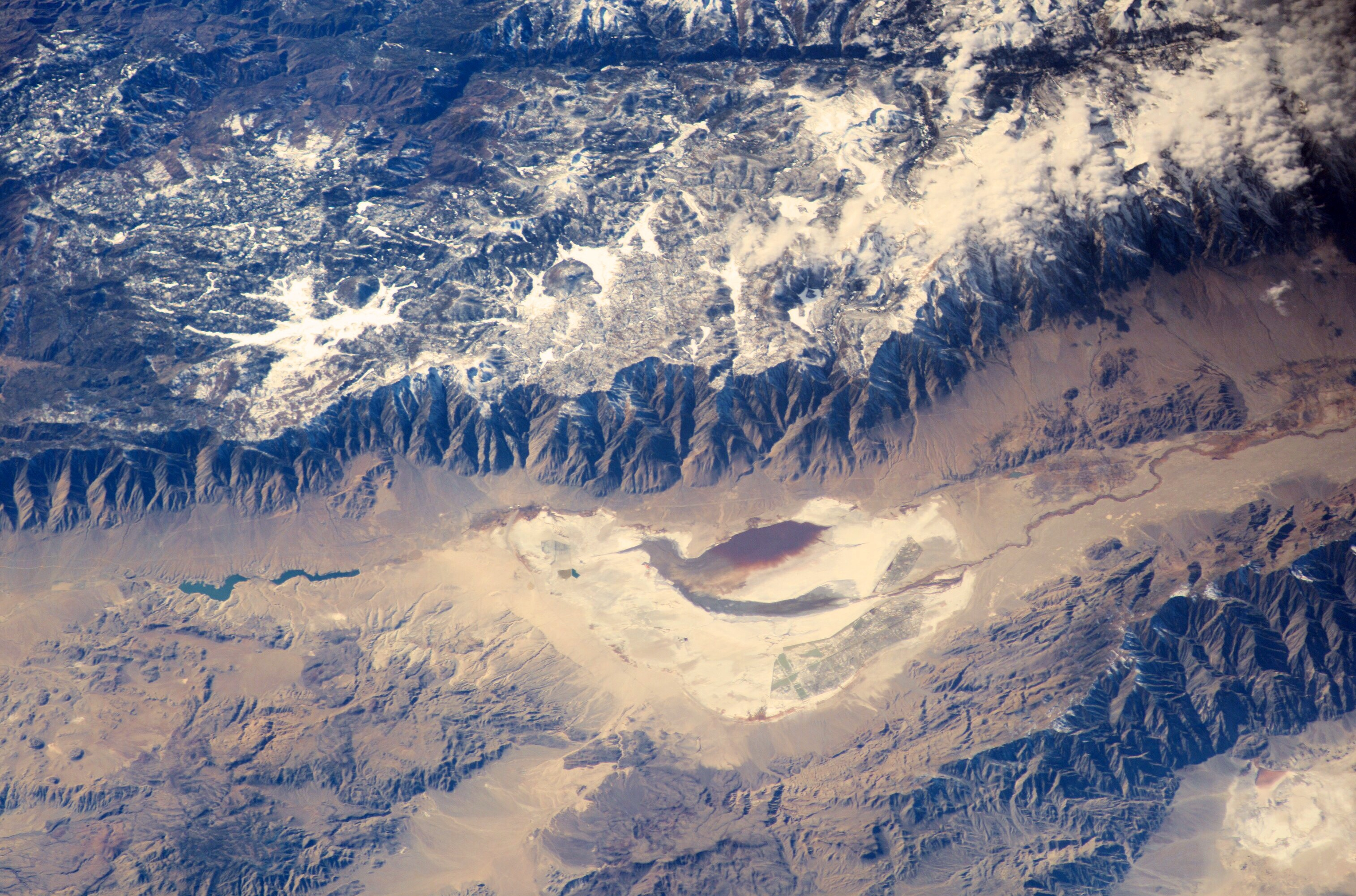
La Sierra Nevada de California (montañas formadas por delaminación) vistas desde la Estación Espacial Internacional. Cuando una gran porción de materiales densos fue removida debajo de la placa tectónica en este lugar, la porción restante de la corteza y la litosfera experimentó un rápido levantamiento formando esta cadena montañosa.

En geodinámica, la delaminación se refiere a la pérdida y hundimiento de la porción más baja de la litosfera de la placa tectónica a la que estaba unida.

## Mecanismo
La porción exterior de la Tierra está dividida en una capa superior de litosfera y una capa inferior de astenosfera. La capa de litosfera está compuesta por dos partes, una superior, la litosfera de la corteza y una inferior, la litosfera del manto. La litosfera de la corteza terrestre se encuentra en equilibrio mecánico inestable porque la litosfera del manto subyacente tiene una densidad mayor que la astenosfera que se encuentra debajo. La diferencia en densidades puede explicarse por expansión o contracción térmica, composición y cambios de fase.  La flotabilidad negativa de la corteza continental inferior y la litosfera del manto impulsan la delaminación.
La delaminación ocurre cuando la corteza continental inferior y la litosfera del manto se separan de la corteza continental superior. Existen dos condiciones que deben cumplirse para que la delaminación  se produzca:
- La litosfera inferior debe ser más densa que la astenosfera.
- Debe producirse la intrusión de una astenosfera más flotante que haga contacto con la corteza y reemplace la litosfera inferior más densa.

La transición metamórfica de facies de granulita máfica a facies de eclogita más densa en la porción inferior de la corteza es el principal mecanismo responsable de crear flotabilidad negativa en la litosfera inferior. La corteza inferior sufre una inversión de densidad, lo que hace que se desprenda de la corteza superior y se hunda en el manto. Es más probable que se produzcan inversiones de densidad donde el manto tiene temperaturas altas. Esto limita este fenómeno a ambientes de arco, márgenes volcánicos y áreas continentales en expansión.
La astenosfera se eleva hasta entrar en contacto con la base de la corteza inferior, lo que provoca que la corteza inferior y el manto litosférico vayan desprendiéndose. El hundimiento, agrietamiento o erosión de la pluma mantélica facilitan la intrusión de la astenosfera subyacente. La energía potencial que impulsa la delaminación se va liberando a medida que la astenosfera, caliente y de baja densidad, asciende y reemplaza a la litosfera,  fría y de mayor densidad. La separación de la corteza inferior y el manto litosférico está controlada por la viscosidad efectiva de la corteza continental superior. Estos procesos suelen ocurrir en ambientes de rift, erosión de la pluma mantélica, colisión continental o donde existe inestabilidad convectiva.
Las inestabilidades convectivas facilitan la delaminación. La convección puede desprender la corteza inferior o bien, en un escenario diferente, crear una inestabilidad Rayleigh-Taylor. Debido a la inestabilidad en un área local, la base de la litosfera se rompe en burbujas descendentes alimentadas por una región cada vez más amplia de una litosfera cada vez más delgada. El espacio que deja la litosfera es reemplazado y se llena con la astenosfera ascendente.

## Efectos geológicos
La delaminación de la litosfera tiene dos efectos geológicos importantes. Primero, debido a que se elimina una gran porción de material denso, la porción restante de la corteza y la litosfera experimentan un rápido levantamiento para formar cordilleras y cadenas montañosas. En segundo lugar, el flujo de material caliente del manto encuentra la base de la delgada litosfera y suele resultar en derretimiento y una nueva fase de vulcanismo. Por tanto, la delaminación puede explicar algunas regiones volcánicas que en el pasado se han atribuido a plumas mantélicas.

## Relación con procesos tectónicos
La delaminación se observa en zonas de convergencia, especialmente donde ocurren colisiones continentales. Así, por ejemplo, se observa delaminación en la meseta tibetana, la cual se formó a partir de la colisión de la placa índica con la euroasiática. Las observaciones que apoyan la delaminación incluyen vulcanismo máfico repentino y aceleración del levantamiento, que ocurrieron hace 14 a 11 Ma. Asimismo, se observa en la corteza en el complejo volcánico Altiplano-Puna, generado por la subducción de la Placa de Nazca debajo de la Placa Sudamericana.
Las áreas de extensión también están asociadas con la delaminación. La flotabilidad negativa de la litosfera inferior impulsa la delaminación tanto en entornos de colisión como de extensión. Durante el colapso de una cadena montañosa, desaparecen las raíces gruesas de la corteza debajo de lo que solía ser una montaña. Los procesos tras esta desaparición no están claros, aunque se han asociado los plutones graníticos formados por intensos pulsos de calor con la desaparición de las raíces gruesas de la corteza. La delaminación es una probable fuente de dichos pulsos de calor.
El desarrollo tectónico de los cinturones montañosos colapsados es objeto de intensos debates. Algunos argumentan que la delaminación provoca un segundo levantamiento junto con el engrosamiento de la corteza, el calentamiento y el vulcanismo. Otros argumentan que la delaminación provoca el colapso y el adelgazamiento de la corteza. Algunos investigadores postulan que la Sierra Nevada de California, la provincia geológica Basin and Range y la meseta del Colorado en el oeste de Estados Unidos ejemplifican esto.